# Gunda proxima
Gunda proxima är en fjärilsart som beskrevs av Walter Karl Johann Roepke 1924. Gunda proxima ingår i släktet Gunda och familjen silkesspinnare. Inga underarter finns listade i Catalogue of Life.

## Bildgalleri

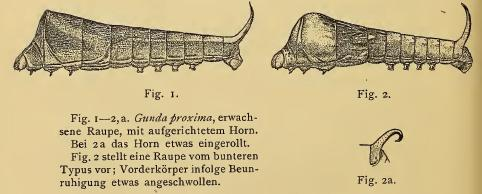